# Adolf Stademann
Adolf Stademann (* 19. Juni 1824 in München; † 30. Oktober 1895 ebenda) war ein deutscher Landschaftsmaler.

## Leben

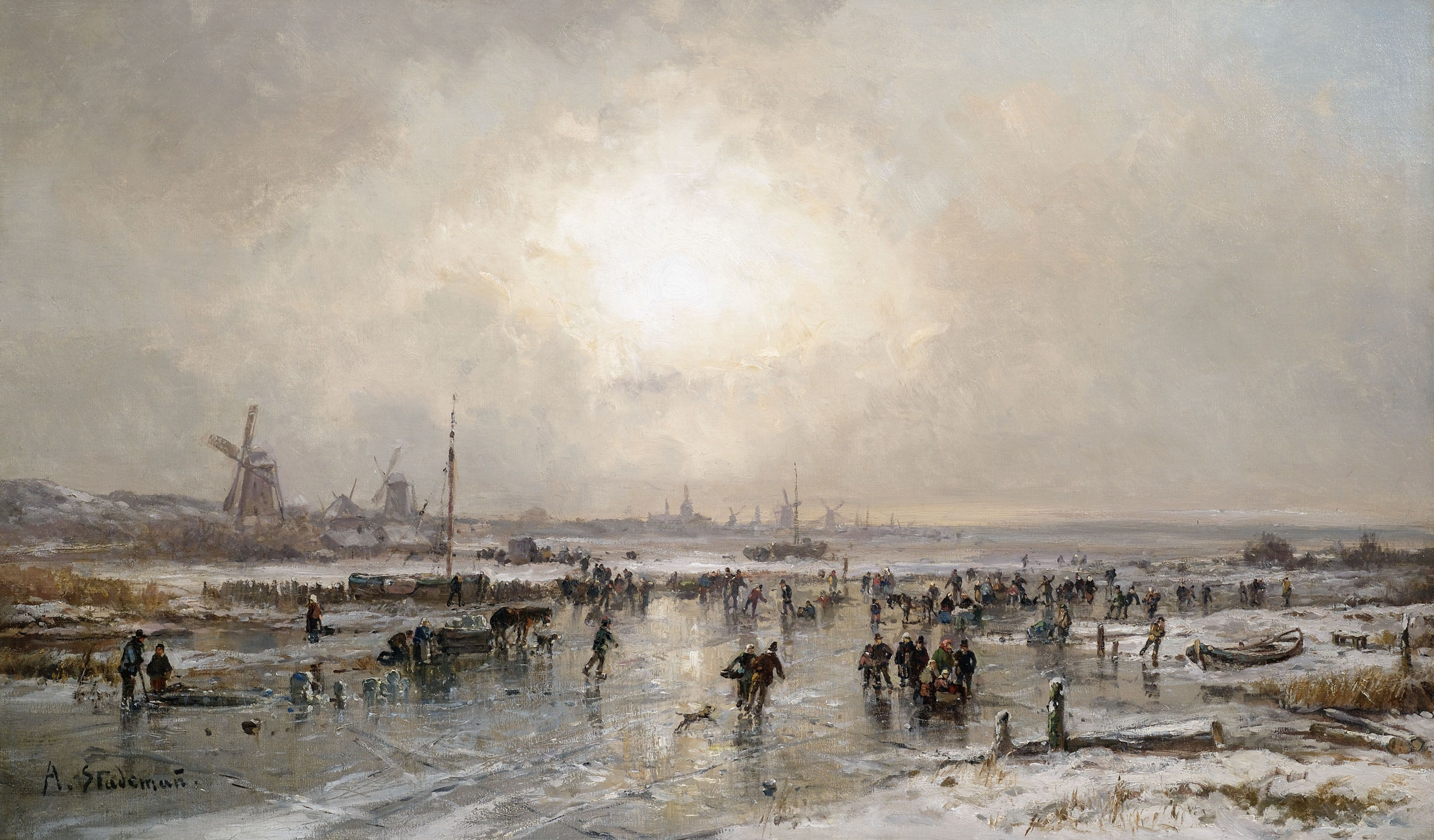
Winterliches Eisvergnügen

Stademann war der Sohn von Ferdinand von Stademann (* 1791 in Berlin), der 1812 nach München übersiedelte und 1832 als Regierungsrat und Geheimsekretär mit König Otto nach Griechenland ging. Ferdinand von Stademann, der sich auch als Zeichner und Lithograph betätigte, fertigte dort später sein bekanntestes Gemälde „Panorama von Athen“ an.
Nach dem Besuch des Gymnasiums war Stademann zunächst im Forstwirtschaftsfach tätig, verlegte sich aber schon früh wie sein Vater auf die Landschaftsmalerei. Er nahm Unterricht bei dem Landschafts- und Architekturmaler Carl August Lebschée und dem Landschaftsmaler Moritz Eduard Lotze. Bald entwickelte Stademann einen eigenständigen Stil. Neben Landszenen malte er ähnlich wie Eduard Schleich d. Ä. Nachtbilder. Später spezialisierte er sich, angeregt durch die niederländische Landschaftsmalerei des 17. Jahrhunderts, auf Winterlandschaften mit Figurenstaffagen und impressionistisch angehauchte Mondscheinszenen.
Stademann hatte mehrere Kinder. Sein Sohn Ludwig starb jedoch bereits 1880, sein Sohn Wilhelm, der ebenfalls mit der Landschaftsmalerei begonnen hatte, vier Jahre später und 1889 starb auch seine Ehefrau Ferdinanda.

## Familie
Stademann war verheiratet mit der Lehrers-Tochter Ferdinanda Anna Theresia geborene Perzl. Von den mehreren Kindern starb der Sohn Ludwig 1880, der Sohn Wilhelm 1884 und bereits 1889 starb auch seine Ehefrau Ferdinanda, mehrere Jahre vor Stademanns Tod im Jahr 1895 im Alter von 72 Jahren in München.

## Grabstätte

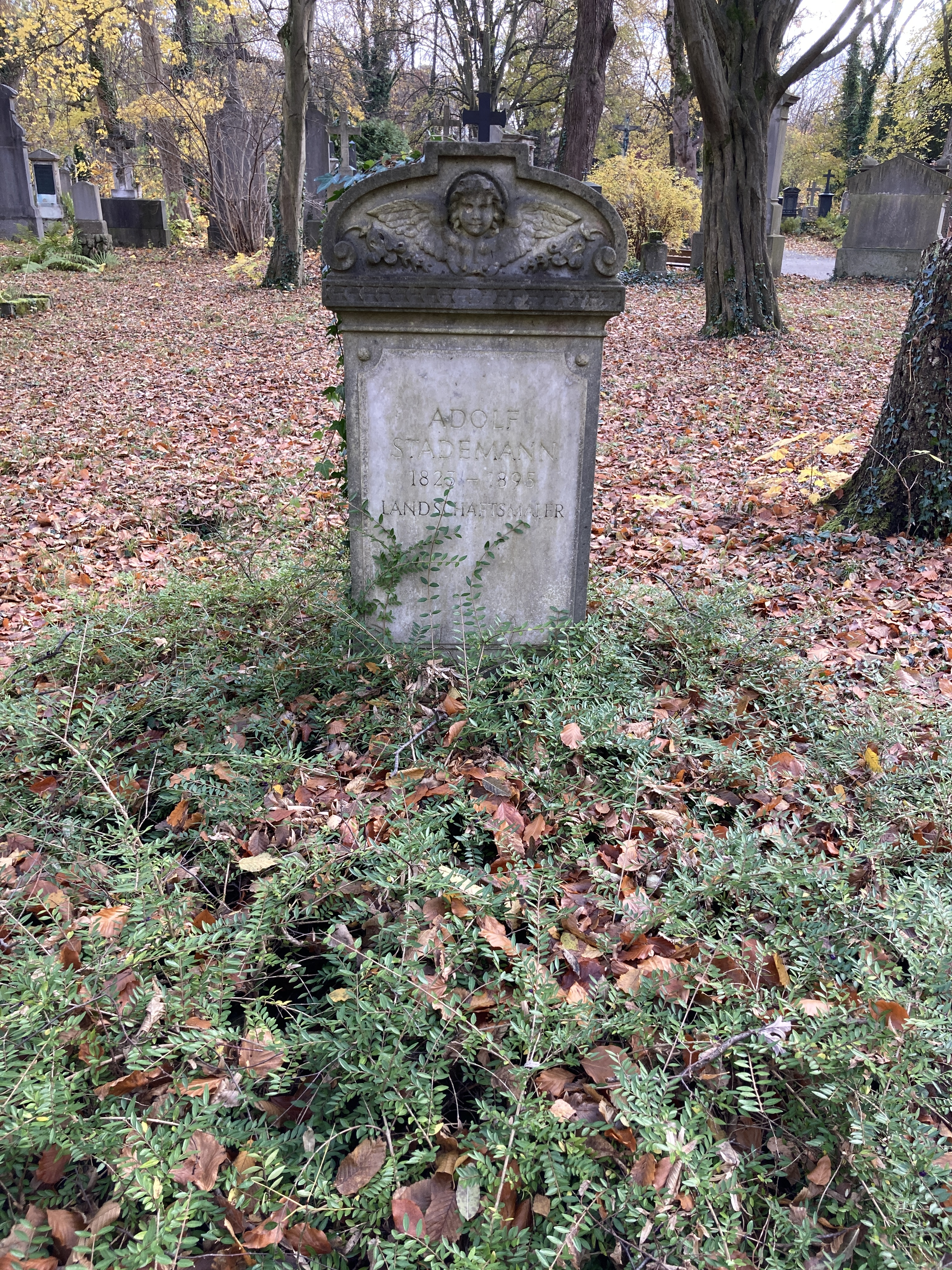
Grab Adolf Stademanns, Alter Südlicher Friedhof in München

Die Grabstätte von Adolf Stademann befindet sich auf dem Alten Südlichen Friedhof in München (Gräberfeld 17 – Reihe 10 – Platz 47) Standort. In dem Grab liegt auch Stademanns Ehefrau Ferdinanda.

## Namensgeber für Straße
Nach Stademann wurde 1985 in München im Stadtteil Altperlach (Stadtbezirk 16 – Ramersdorf-Perlach) die Stademannstraße benannt Strassenlage Lageplan.

## Galerie (Bilderauswahl)
Weitere Bilder unter Commons (siehe unten).

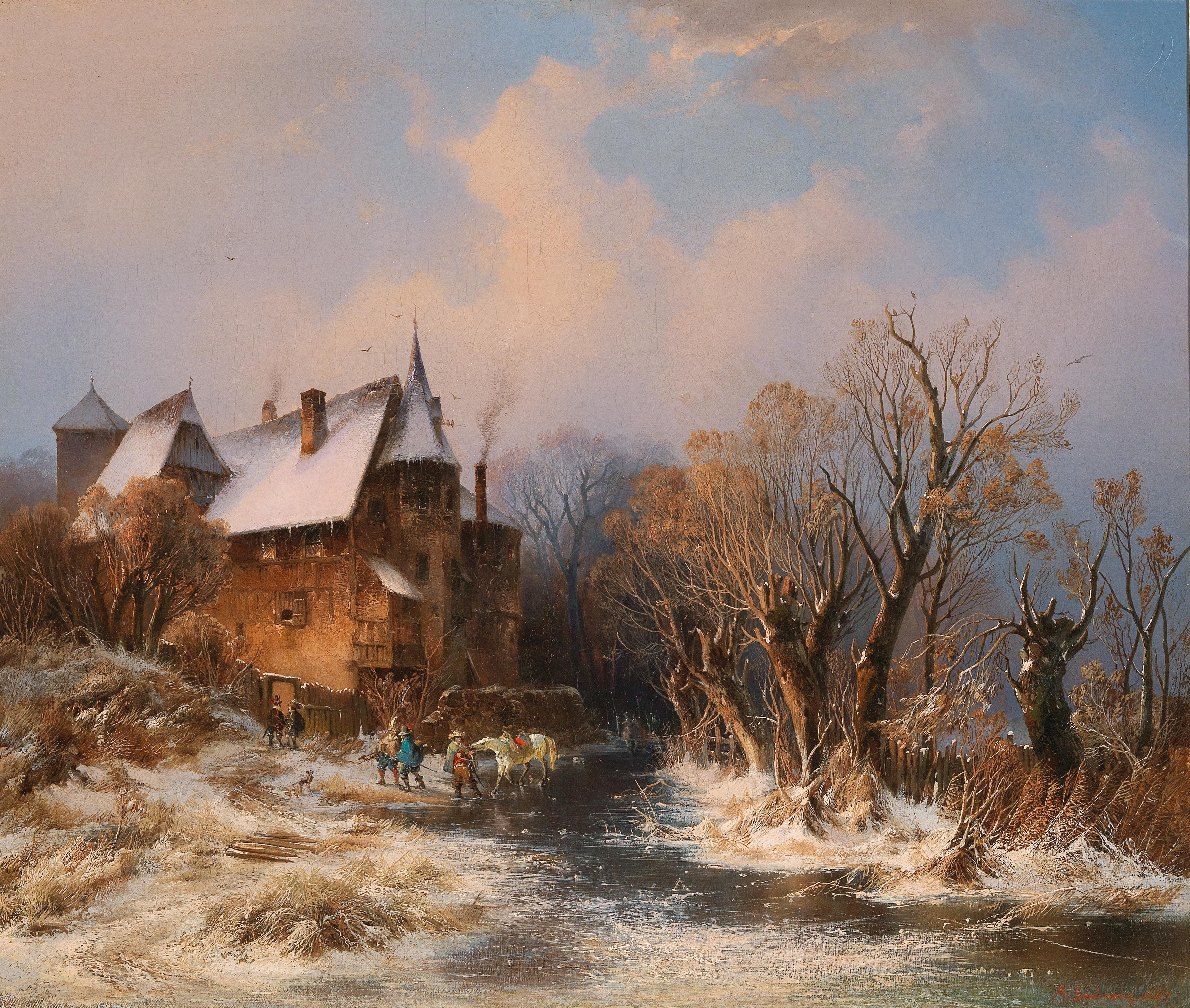
Winterlandschaft mit Haus
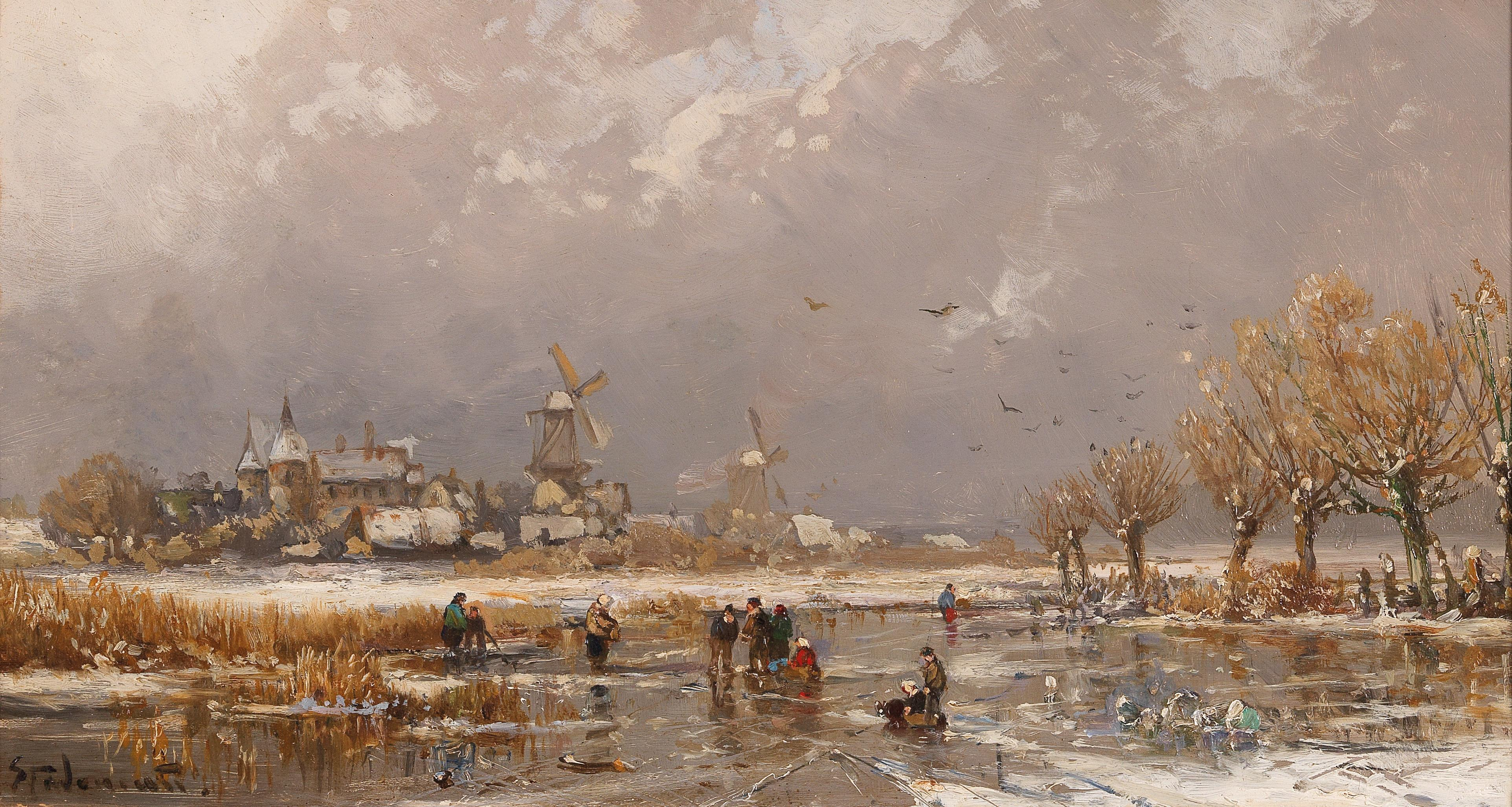
Winterliches Eisvergnügen auf einem zugefrorenen Kanal vor holländischer Stadtsilhouette
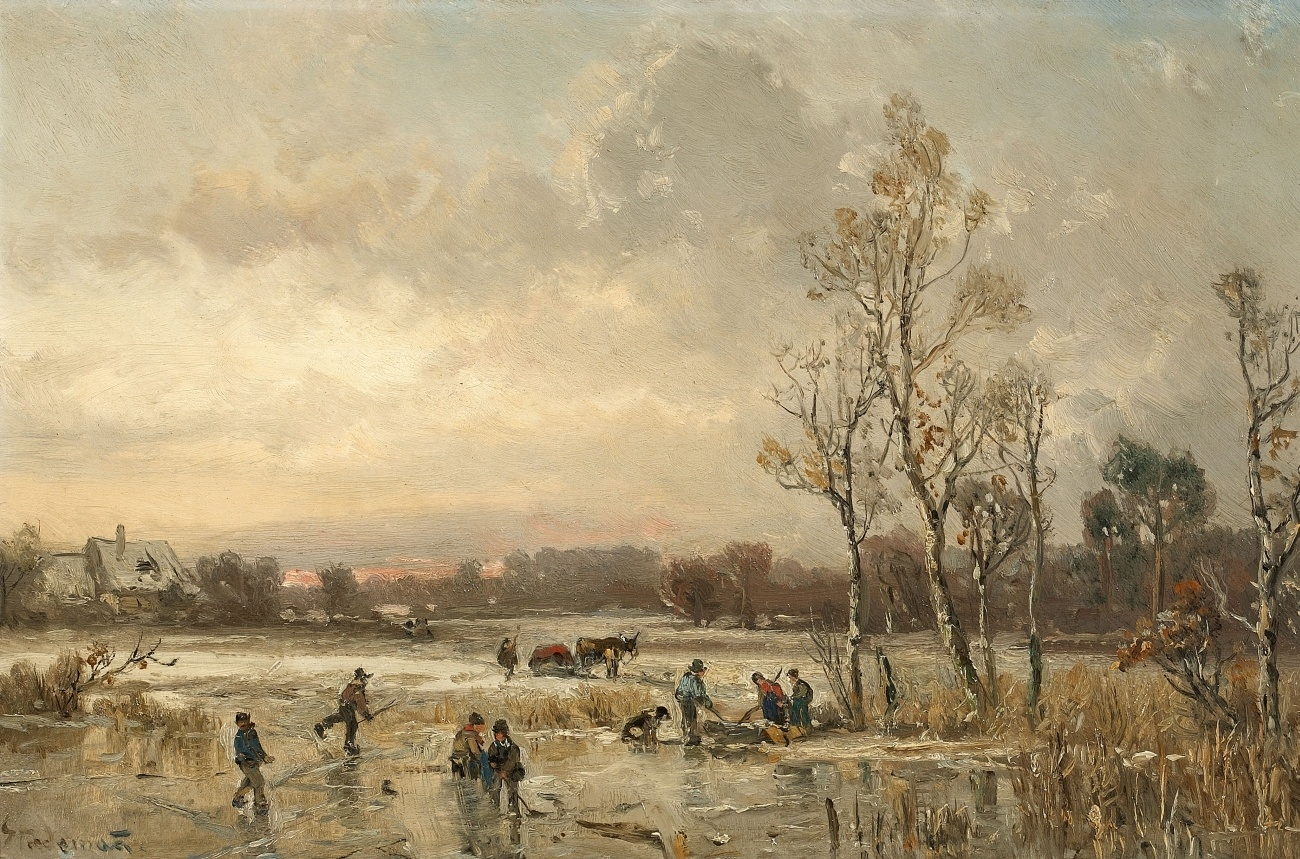
Abendliche Winterlandschaft mit Bauern

## Varia
Ein Sammler der Werke Stademanns ist Leo Herl, der dritte Ehemann von Madeleine Schickedanz.